# Koxnan
Koxnan är en ö i Finland. Den ligger i Skärgårdshavet eller Bottenhavet och i kommunen Saltvik i landskapet Åland, i den sydvästra delen av landet. Ön ligger omkring 42 kilometer norr om Mariehamn och omkring 280 kilometer väster om Helsingfors.
Öns area är 26,3 hektar och dess största längd är 0,8 kilometer i nord-sydlig riktning. Ön höjer sig omkring 25 meter över havsytan.